# مسجد و حوزه علمیه مصطفی خان سورتیجی
مسجد و حوزه علمیه مصطفی خان سورتیجی مربوط به دوره قاجار است و در شهرستان ساری، بخش مرکزی، شهر ساری، محلهٔ چهارراه برق واقع شده‌است. این اثر که ساختش به سال ۱۲۳۵ خورشیدی برمی‌گردد، در خرداد ۱۳۹۸ به‌عنوان یکی از آثار ملی ایران به ثبت رسیده‌است.

## بن‌مایه
1. ↑  مسجد خان سورتیجی، خبرگزاری مهر
2. ↑  «١٢ اثر تاریخی مازندران ثبت ملی شد». پانا.